# Lijst van ministers-presidenten van Mecklenburg-Strelitz
Dit is een lijst van ministers-presidenten van de voormalige Duitse deelstaat Mecklenburg-Strelitz.
| Persoon                                                            | periode                             | partij                              |
| Groothertogdom Mecklenburg-Strelitz                                | Groothertogdom Mecklenburg-Strelitz | Groothertogdom Mecklenburg-Strelitz |
| ------------------------------------------------------------------ | ----------------------------------- | ----------------------------------- |
| Christian Arnold von Zesterfleth                                   | tot 1769                            |                                     |
| Minister-President Ministerpräsident                               |                                     |                                     |
| Staatsministers Staatsminister                                     |                                     |                                     |
| Stephan Werner von Dewitz auf Cölpin                               | 1769 - april 1784                   |                                     |
| onbekend                                                           | april 1784 - 1794                   |                                     |
| Otto Ulrich von Dewitz                                             | 1794 - 1800                         |                                     |
| Karl Wilhelm Friedrich David Pentz                                 | 1800 - 1827                         |                                     |
| August Otto Ernst Freiherr von Örtzen auf Klokow                   | 1827 - 1836                         |                                     |
| Otto Ludwig Christian von Dewitz auf Sallnow                       | 1837 - 1848                         |                                     |
| onbekend                                                           | 1848 - 1850                         |                                     |
| Wilhelm von Bernstorff                                             | 1850 - 1862                         |                                     |
| Bernhard Ernst von Bülow                                           | 1 november 1862 - 1868              |                                     |
| Wilhelm Conrad Freiherr von Hammerstein-Loxten                     | 1868 - 1872                         |                                     |
| Andreas von Piper (waarnemend)                                     | 1872 - 1885                         |                                     |
| Friedrich Wilhelm Otto Ulrich Karl Helmut von Dewitz               | 1885 - 1907                         |                                     |
| Heinrich Bossart                                                   | 1907 - 11 november 1918             |                                     |
| Peter Franz Stubmann                                               | 11 november 1918 - 14 november 1918 | DDP                                 |
| Vrijstaat Mecklenburg-Strelitz                                     |                                     |                                     |
| Voorzitters van de Ministerraad Vorsitzende des Gesamtministeriums |                                     |                                     |
| Peter Franz Stubmann                                               | 14 november 1918 - 7 januari 1919   | DDP                                 |
| Hans Krüger                                                        | 7 januari 1919 - 13 oktober 1919    | SPD                                 |
| Staatsministers Staatsminister                                     |                                     |                                     |
| Kurt Gustav Hans Otto Freiherr von Reibnitz                        | 13 oktober 1919 - 2 augustus 1923   | SPD                                 |
| Karl Schwabe                                                       | 2 augustus 1923 - 13 maart 1928     | DNVP                                |
| Kurt Gustav Otto Freiherr von Reibnitz                             | 13 maart 1928 - 12 april 1929       | SPD                                 |
| Kurt Häntzschel (Rijkscommissaris)                                 | 12 april 1929 - 16 april 1929       |                                     |
| Kurt Gustav Otto Freiherr von Reibnitz                             | 16 april 1929 - 4 december 1931     | SPD                                 |
| Heinrich Wilhelm Ferdinand von Michael                             | 4 december 1931 - 27 mei 1933       | DNVP                                |
| Regeringsleiders ten tijde van het nationaalsocialisme             |                                     |                                     |
| Staatsminister                                                     |                                     |                                     |
| Fritz Stichtenoth                                                  | 27 mei 1933 - 31 december 1933      | NSDAP                               |
| Rijksstadhouder Reichsstatthalter                                  |                                     |                                     |
| Friedrich Hildebrandt                                              | 26 mei 1933 - 31 december 1933      | NSDAP                               |